# كوفاسنا
مدينة شمالي غرب رومانيا (بالرومانية:Covasna, بالهنغارية: Kovászna), عاصمة محافظة كوفاسنا في إقليم ترانسيلفانيا, عدد سكانها حوالي 11.300 نسمة(2002)

## توأمة
لكوفاسنا اتفاقيات توأمة مع كل من:
- Balatonfüred [الإنجليزية]‏
- Pápa [الإنجليزية]‏
- Csenger [الإنجليزية]‏
- ناجيكانيزسا
- Sunne, Sweden [الإنجليزية]‏
- بويلاس